# Vojtěch Hřímalý mladší
Vojtěch (Adalbert) Hřímalý (30. července 1842 Plzeň – 15. června 1908 Vídeň) byl český houslista a skladatel.

## Život
Pocházel z hudební rodiny. Jeho otec i všichni sourozenci byli hudebníky. Vystudoval pražskou konzervatoř. Po dokončení školy se stal koncertním mistrem operního orchestru v Rotterdamu. O rok později se přesunul do Göteborgu, kde kromě operního orchestru působil jako varhaník a po Bedřichu Smetanovi řídil veřejné koncerty.
V roce 1868 se vrátil do Prahy a stal se koncertním mistrem a ředitelem orchestru Prozatímního divadla. Po neshodách s vedením divadla přešel do Německého divadla v Praze, kde působil jako druhý dirigent. Stal se předsedou spolku Filharmonie a se svými bratry Janem, Bohuslavem a Jaromírem založil Smyčcové kvarteto bratří Hřímalých.
V roce 1874 odešel do Černovic v tehdejší Bukovině (dnes na Ukrajině), kde byl všestranně činný. Byl dirigentem divadelního orchestru, se kterým pořádal i veřejné koncerty, řídil mužský pěvecký sbor, byl primáriem smyčcového kvarteta a učil na hudebních školách i na místní univerzitě. Nějaký čas působil ve Lvově.

## Dílo

### Opery
- Zakletý princ (1872)
- Švanda dudák (1896)

### Orchestrální skladby
- Jan Hus (ouvertura)
- Serenáda pro smyčcový orchestr F-dur
- Serenáda pro smyčcový orchestr D-dur
- Houslový koncert (1889)
- Triumfální pochod

### Scénická hudba
- Mravenci (1869)
- Krejčí a švec
- Čert na zemi
- Kocúr a kočka
- Štípaná hubička
- Bandité

### Komorní skladby
- Houslová sonáta
- Tři skladby pro housle a klavír
- Dueto pro housle a violoncello
- Smyčcový kvartet D-dur (1876)

### Písně
- Pět písní v národním slohu (1873)
- Šest písní (1875)
- Lidská duše (cyklus písní pro mezzosoprán)
- Anif (cyklus písní)
- Žal (cyklus písní)

Zkomponoval řadu dalších písní a sborů. Psal i chrámovou hudbu, z níž vyniká např. Requiem pro sóla, smíšený sbor a orchestr. Nevyhýbal se ani zábavné hudbě. Zkomponoval četné taneční skladby a kuplety.

### Pedagogické dílo
- Úprava houslové školy Vincence Bartáka Theoreticko-praktická škola hry na housle ve dvou odděleních.
- Tonální a rytmická studia pro houslisty
- Národní divadlo a čeští skladatelé (vlastní náklad, 1894)